# دافيدسون (كارولاينا الشمالية)
دافيدسون (بالإنجليزية: Davidson, North Carolina)‏ هي بلدة أمريكية تقع في الولايات المتحدة في مقاطعة مكلينبرغ، كارولاينا الشمالية. يقدر عدد سكانها بـ 10,944 نسمة ومساحتها 13.1 كم2 وترتفع عن سطح البحر 256 متر.

## التركيبة السكانية
حدّد مكتب تعداد الولايات المتحدة بيانات التركيبة السكانية لدافيدسون في تعداد الولايات المتحدة. في ما يلي، التركيبة السكانية حسب تعدادي 2000 و2010.

### تعداد عام 2000
بلغ عدد سكان دافيدسون 7,139 نسمة بحسب تعداد عام 2000، وبلغ عدد الأسر 2,122 أسرة وعدد العائلات 1,476 عائلة مقيمة في البلدة. في حين سجلت الكثافة السكانية 421.4 نسمة لكل كيلومتر مربع (1,091.4/ميل2). وبلغ عدد الوحدات السكنية 2,452 وحدة بمتوسط كثافة قدره 144.7 لكل كيلومتر مربع (374.8/ميل2).
وتوزع التركيب العرقي للبلدة بنسبة 88.53% من البيض و8.14% من الأمريكيين الأفارقة و0.15% من الأمريكيين الأصليين و1.29% من الأمريكيين ذوي الأصول الآسيوية و0.08% من سكان جزر المحيط الهادئ و0.97% من الأعراق الأخرى و0.84% من عرقين مختلطين أو أكثر و2.28% من الهسبانيون أو اللاتينيون من أي عرق.
بلغ عدد الأسر 2,122 أسرة كانت نسبة 37% منها لديها أطفال تحت سن الثامنة عشر تعيش معهم، وبلغت نسبة الأزواج القاطنين مع بعضهم البعض 60.1% من أصل المجموع الكلي للأسر، ونسبة 7.2% من الأسر كان لديها معيلات من الإناث دون وجود شريك،  بينما كانت نسبة 2.2% من الأسر لديها معيلون من الذكور دون وجود شريكة وكانت نسبة 30.4% من غير العائلات. تألفت نسبة 24.8% من أصل جميع الأسر من عدة أفراد يعيشون في نفس المنزل ونسبة 5.9% كانت تتألف من شخص يعيش بمفرده يبلغ من العمر 65 عاماً أو أكثر. وبلغ متوسط حجم الأسرة المعيشية 2.53، أما متوسط حجم العائلات فبلغ 3.07.
بلغ العمر الوسطي للسكان 31.3 عاماً. وكانت نسبة 21% من القاطنين تحت سن الثامنة عشر، وكانت نسبة 3.9% بين الثامنة عشر والرابعة والعشرين عاماً، ونسبة 25.3% كانت واقعةً في الفئة العمرية ما بين الخامسة والعشرين والرابعة والأربعين عاماً، ونسبة 18.5% كانت ما بين الخامسة والأربعين والرابعة والستين، ونسبة 6.5% كانت ضمن فئة الخامسة والستين عاماً فما فوق. يوجد لكل 100 أنثى 101.0 ذكر، ويوجد لكل 100 أنثى في الثامنة عشر من عمرها فما فوق 95.1 ذكر.
بلغ متوسط دخل الأسرة في البلدة 78,490 دولارًا، أما متوسط دخل العائلة فبلغ 101,083 دولارًا. وكان متوسط دخل الذكور 69,830 دولارًا مقابل 37,632 دولارًا للإناث. وسجل دخل الفرد الخاص بالبلدة 31,583 دولارًا. وكانت نسبة 3.4% من العائلات ونسبة 6% من السكان تحت خط الفقر، وكان من هؤلاء نسبة 4.4% تحت سن الثامنة عشر ونسبة 5.6% في الخامسة والستين من العمر وما فوق.

### تعداد عام 2010
بلغ عدد سكان دافيدسون 10,944 نسمة بحسب تعداد عام 2010، وبلغ عدد الأسر 3,671 أسرة وعدد العائلات 2,429 عائلة مقيمة في البلدة. في حين سجلت الكثافة السكانية 646 نسمة لكل كيلومتر مربع (1,673.1/ميل2). وبلغ عدد الوحدات السكنية 4,253 وحدة بمتوسط كثافة قدره 251.1 لكل كيلومتر مربع (650.3/ميل2).
وتوزع التركيب العرقي للبلدة بنسبة 87.80% من البيض و6.35% من الأمريكيين الأفارقة و0.19% من الأمريكيين الأصليين و2.79% من الأمريكيين ذوي الأصول الآسيوية و0.02% من سكان جزر المحيط الهادئ و1.14% من الأعراق الأخرى و1.71% من عرقين مختلطين أو أكثر و3.76% من الهسبانيون أو اللاتينيون من أي عرق.
بلغ عدد الأسر 3,671 أسرة كانت نسبة 35.1% منها لديها أطفال تحت سن الثامنة عشر تعيش معهم، وبلغت نسبة الأزواج القاطنين مع بعضهم البعض 56.3% من أصل المجموع الكلي للأسر، ونسبة 7.3% من الأسر كان لديها معيلات من الإناث دون وجود شريك،  بينما كانت نسبة 2.6% من الأسر لديها معيلون من الذكور دون وجود شريكة وكانت نسبة 33.8% من غير العائلات. تألفت نسبة 26.4% من أصل جميع الأسر من عدة أفراد يعيشون في نفس المنزل ونسبة 7.3% كانت تتألف من شخص يعيش بمفرده يبلغ من العمر 65 عاماً أو أكثر. وبلغ متوسط حجم الأسرة المعيشية 2.49، أما متوسط حجم العائلات فبلغ 3.07.
بلغ العمر الوسطي للسكان 35.7 عاماً. وكانت نسبة 22.8% من القاطنين تحت سن الثامنة عشر، وكانت نسبة 18.5% بين الثامنة عشر والرابعة والعشرين عاماً، ونسبة 22.3% كانت واقعةً في الفئة العمرية ما بين الخامسة والعشرين والرابعة والأربعين عاماً، ونسبة 23.9% كانت ما بين الخامسة والأربعين والرابعة والستين، ونسبة 12.5% كانت ضمن فئة الخامسة والستين عاماً فما فوق. وتوزع التركيب الجنسي للسكان بنسبة 47.5% ذكور و52.5% إناث.

## أعلام
- مات بالارد
- ويل جرير